# Simon Cavendish
Simon Cavendish (11 september 1961 - 20 januari 2005) was een internetpionier in Nederland.
Cavendish was samen met Arko van Brakel de oprichter van EuroNet*Internet, de eerste commerciële Internetprovider in Nederland. Hij was de technicus; Van Brakel was de commerciële man. In 1998 werd het bedrijf verkocht aan France Telecom en de activiteiten gingen later op in Wanadoo. Met de miljoenen die dit opleverde begonnen ze nieuwe Internetbedrijven, onder andere samen met Adam Curry. Cavendish was daarnaast vennoot in het helikopterbedrijf van Curry. Toen dat bedrijf failliet leek te gaan liet Cavendish beslag leggen. Volgens Curry heette Cavendish in werkelijkheid Simon Michael Jackson. Hij zou in het Verenigd Koninkrijk met justitie in aanraking zijn geweest wegens drugszaken. 
Cavendish leidde de laatste jaren voor zijn dood een teruggetrokken leven in Cambodja. Hij overleed op 43-jarige leeftijd in zijn slaap te Sihanoukville (Cambodja).